# 大阪市立淡路中学校
大阪市立淡路中学校（おおさかしりつ あわじちゅうがっこう）は、大阪市東淀川区にある公立の中学校。
基礎学力の定着に力を入れ、少人数展開授業や習熟度別授業にも積極的に取り組んでいる。また1年生が、ピアサポート（上手な話の聴き方、声をかけられてうれしい言葉など）のトレーニングをして、小学生の学習支援を行う取り組み「リトル・ティーチャー」を実施している。
2016年より、歩行者用道路を挟んで隣接する大阪市立西淡路小学校とともに「須賀の森学園」として隣接型小中一貫教育を実施している。

## 沿革
- 1947年4月1日 - 大阪市立東淀川第五中学校として設立。大阪市立北中島小学校に仮校舎を設置。
- 1949年5月1日 - 大阪市立淡路中学校に改称。
- 1950年 - 東淀川区西淡路5丁目（現在地の隣接地）に移転。
- 1951年 - 大阪市立中島中学校を分離。
- 1957年5月26日 - 現在地に移転[1]。
- 2015年3月 - 2016年4月に大阪市立西淡路小学校と淡路小学校を隣接している淡路小学校場所に統合し、学校名を大阪市立西淡路小学校とすることと、当校との隣接型小中一貫教育のモデル校とすることを決定。[2]
- 2016年1月 - 新たな西淡路小学校と淡路中学校の愛称（小中一貫学園名）が「須賀の森学園」に決定。[3]
- 2016年4月1日 - 西淡路小学校との間で、隣接型小中一貫教育開始。

## 交通
- 阪急京都線・阪急千里線 淡路駅 北西へ約800m。
- 阪急千里線 下新庄駅 南西へ約1km。
- 東海道本線（JR京都線） 東淀川駅 北東へ約700m。
- 大阪シティバス 淡路4丁目バス停。